# جمهورية أذربيجان الديمقراطية

شعار جمهورية أذربيجان الديمقراطية

جمهورية أذربيجان الديمقراطية (بالإنجليزية: Azerbaijan Democratic Republic) تعتبر ثاني جمهورية علمانية ديمقراطية في العالم الإسلامي (بعد ألبانيا). مع انهيار الإمبراطورية الروسية، تعزز النضال من أجل الحرية في أذربيجان. في 28 مايو 1918 تأسست جمهورية أذربيجان الديمقراطية.

## تاريخ
جمهورية أذربيجان الديمقراطية وضع نظام برلماني مستقل في المجال السياسي وضع أذربيجان بين الدول الرائدة في العالم.في فترة قصيرة من الزمن، حققت جمهورية أذربيجان الشعبية إنجازات عظيمة في المجالات السياسية والاجتماعية والاقتصادية والثقافية.أول خطوة مهمة في الجمهورية الشابة كانت في مجال السياسة الخارجية.تم التوقيع على اتفاقية سلام وصداقة بين جمهورية أذربيجان الشعبية والإمبراطورية العثمانية في مؤتمر باتومي، الذي عقد في الفترة من 11 مايو إلى 4 يونيو 1918. وبسبب هذا الاتفاق، طُردت وحدات عسكرية بريطانية بقيادة اللواء طومسون من باكو في سبتمبر 1918 بفضل المساعدة العسكرية التي قدمتها تركيا لجمهورية أذربيجان الشعبية.لقد أولت الجمهورية الشعبية الأذربيجانية اهتماما خاصا لقضايا السياسة الخارجية من أجل الحفاظ على استقلالها والاعتراف بها من قبل صانعي السياسة العالميين.في الاعتراف باستقلال أذربيجان، تم وضع آمال كبيرة على مؤتمر السلام الذي سيُفتتح في باريس في يناير 1919. تم إرسال وفد برئاسة علي مردان باي توبشوباشوف إلى مؤتمر باريس للسلام.قدم رئيس الولايات المتحدة، فودرو ويلسون، أحد قادة مؤتمر السلام، الرئيس الأمريكي بمذكرة مؤتمر باريس للسلام للشعب الأذربيجاني، وكذلك معلومات عن أذربيجان.حتى تم الاعتراف باستقلال جمهورية أذربيجان الشعبية من قبل الوفد، تبنت بلدان أنتانتا سيادة جمهورية أذربيجان الشعبية في يناير 1920. كان انتصارا عظيما للدبلوماسية الاذربيجانية. كانت جمهورية أذربيجان الشعبية تعمل لمدة 23 شهرا وكانت تحتلها روسيا السوفيتية في 28 أبريل 1920. على الرغم من نشاطها الطويل المدى، لعبت جمهورية أذربيجان الشعبية دورا هاما في إقامة دولة في أذربيجان. تنعكس أنشطة الحركة الشعبية الأذربيجانية في الوثائق الموجودة في محفوظاتنا. خلال الحقبة السوفياتية، كان مجمع هذه الوثائق سريًا كـ «وثائق ملاحقة مزيفة للبورجوازية»، وبالتالي، لم يتمكن الباحثون الأوسع من الوصول إلى هذه الوثائق.منذ عام 1991، هذه الوثائق مفتوحة للاستخدام.يتم حماية (أكثر من 90 وثيقة قيمة) في الصندوق.إن الوثائق الرئيسية التي تعكس السياسة الداخلية والخارجية للشعب الأذربيجاني محمية كوثائق لمعهد الماركسية−لينين بجوار الحزب الشيوعي الصيني لأذربيجان.تشكلت جمهورية أذربيجان الشعبية وبرلمانها في تاريخ صعب ومعقد للغاية.بعد ثورة فبراير عام 1917 في روسيا، تم تشكيل لجنة خاصة بإدارة القوقاز تتألف من نواب منتخبين لمجلس الدوما في منطقة القوقاز، واللجنة عبر القوقازية في نوفمبر.ممثلو قوقازي المنتخبون في مجلس الريادة في روسيا والذين لم يتمكنوا من حضور البلاشفة بعد ثورة أكتوبر، اجتمعوا في تيفليس في 14 فبراير 1918 وخلقوا السيميني عبر القوقاز، الهيئة العليا للسلطة في بلاد ما وراء القوقاز.الجميع في قوق البحر عبر السيم والحكومات الثلاث، كل من الدول الثلاث، فضل مصالح أمتهم على مصالح الكومنولث.لم يكن هناك منصة مشتركة.باختصار، كانت مسألة التقسيم حتمية.وأخيرًا، في 25 مايو 1918، تم عقد آخر اجتماع لسيموكاسيون سيم.انسحبت جورجيا من سيماس عبر القوقاز وتعلن استقلالها في 26 مايو.بعد يوم واحد من تدمير «ترانس−القوقاز» في 27 أيار / مايو، تجمع 44 مسلم سوري من سيمة في تبليسي للإعلان عن استقلال أذربيجان وإنشاء أول حكومة أذربيجانية وقررت تولي قيادة أذربيجان وتعلن عن نفسها كمجلس وطني لأذربيجان. يتم انتخاب محمد أمين رزولزاده رئيسا للمجلس الوطني الأذربيجاني.في 28 مايو 1918، تبنى المجلس الوطني الأذربيجاني إعلان استقلال أذربيجان من قبل حسن باي أجاييف.

## إعلان الاستقلال
مع تقسيم جسد الدولة إلى أجزاء منفصلة من الثورة الكبرى في روسيا، تم تطوير سياسة الموقف من قبل الجيوش الروسية للقوقاز.تم تأسيس جمهورية عبر القوقاز عبر القوقاز من قبل دول ما وراء القوقاز، الذين تم التخلي عنهم إلى القرية.في تطور السياسة، حصلت الأمة الجورجية على استقلالها من جمهورية الصين الشعبية عبر القوقازية وجمهوريتها الديمقراطية الجورجية المستقلة.يشير الوضع الناشئ عن الصراع بين روسيا والإمبراطورية العثمانية إلى أن الفوضى غير المسبوقة داخل البلاد، والتي هي جزء من جنوب شرق القوقاز، يجب أن تبني منظمة حكومية خاصة للتغلب على تشويهها الداخلي والخارجي.المجلس الوطني الأذربيجاني للإسلام، الذي يتكامل مع هذا الهيكل، يعلن ما يلي:
- من الآن فصاعدا، أذربيجان دولة ذات سيادة ذات سيادة على سيادة أذربيجان، جنوب شرق القوقاز.
- صورة دولة أذربيجان المستقلة محكوم عليها باسم جمهورية الصين الشعبية.
- إن موقف جمهورية أذربيجان الشعبية من الدول القومية والدول والولايات، التي لديها قدر كبير من التضامن، يقوم على أساس حسن.
- توفر جمهورية أذربيجان الشعبية القانونية والسياسية والمواطنة لجميع مواطني جمهورية أذربيجان، الذين يعيشون دون أي تمييز على أساس الجنسية أو الطائفية أو الطبقة أو الحرير أو الفروق بين الجنسين.
- مع العلم بأنني أعيش داخل أراضي جمهورية أذربيجان الشعبية، إنه تحد غير ملائم للدول أن تتطور في الغرب.
- وإلى أن تنعقد الجمعية − المؤسسة، تكون حكومة جمهورية أذربيجان مسؤولة عن المجلس − المجلس الوطني والمجلس − السلطة الوطنية، المترابطة فيما بينها، بشكل مؤقت.

في 16 يونيو 1918، انتقل المجلس الوطني الأذربيجاني والحكومة من تبليسي إلى غانجا.

## الغرض

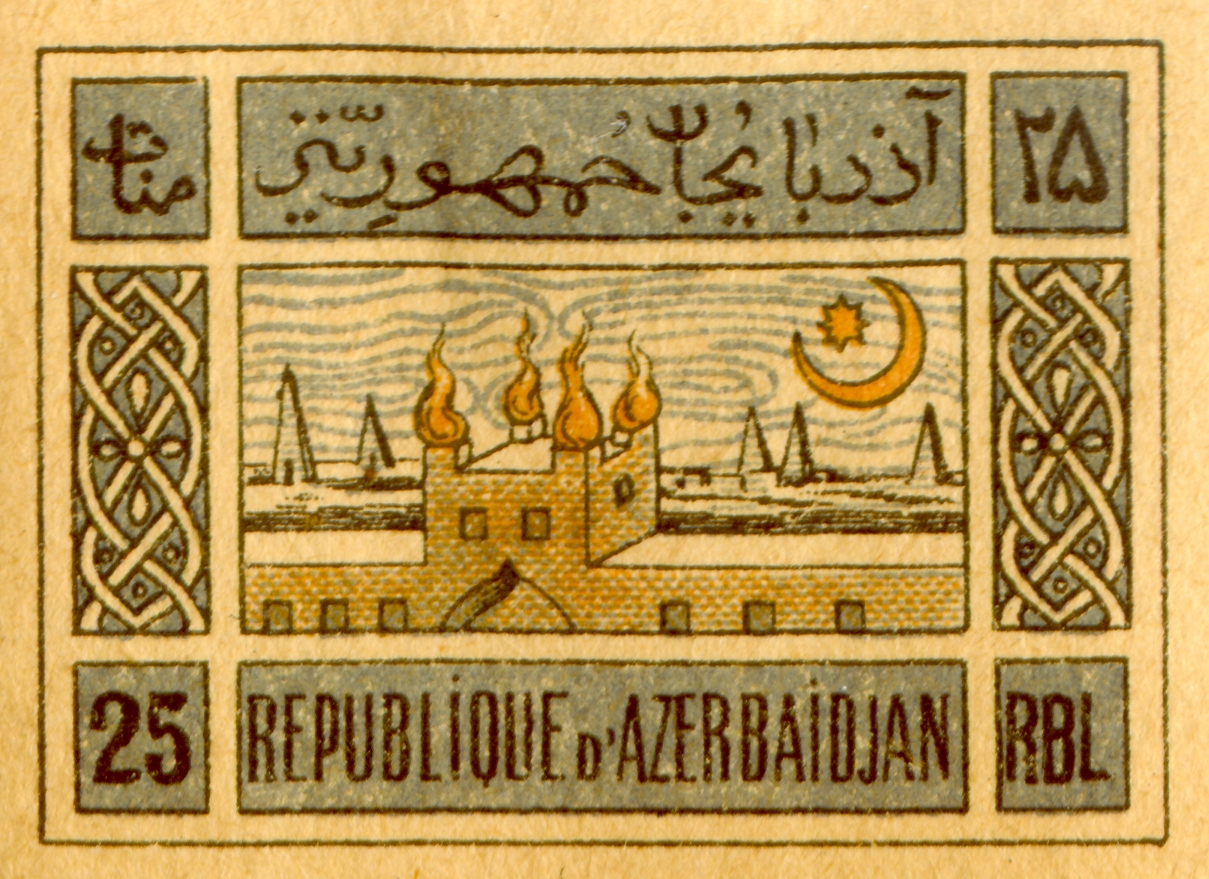
طابع من إصدار جمهورية أذربيجان الديمقراطية 1919 يُظهر معبد النار

مع نفوذ بعض القوى غير راضية عن «الاتجاه الديمقراطي المفرط» لأعمال المجلس الوطني لأذربيجان وحكومة أذربيجان، يلقي نورو باشا بظلال من الشك على المجلس الوطني الأذربيجاني وحكومته.بعد مفاوضات طويلة، يتم التوصل إلى تنازلات متبادلة على أساس اتفاق متبادل.يقترح إنشاء المجلس الوطني وتكليف الحكومة بكاملها للحكومة الجديدة.يقترح إنشاء المجلس الوطني وتكليف الحكومة بكاملها للحكومة الجديدة. يعقد الاجتماع القادم (السابع) للمجلس الوطني في 17 يونيو 1918 لمناقشة هذه القضايا.في ذلك الاجتماع، تم إصدار قرارين هامين بشأن إصدار المجلس الوطني لأذربيجان، نقل جميع السلطات التشريعية والتنفيذية إلى الحكومة المؤقتة لأذربيجان، بقيادة فتالي خان خويكي. وفي حديثه في الاجتماع، قال هويسكي إن المهمة الرئيسية للحكومة الجديدة التي أنشأها ستكون صراعا من أجل حرية واستقلال أذربيجان.في موازاة ذلك، تواصل الحكومة الأذربيجانية تنظيم جهاز الدولة في غانجا.اللغة الأذربيجانية هي لغة رسمية. وكان أحد أهم التدابير هو القرار المتعلق بإنشاء لجنة التحقيق في حالات الطوارئ في 15 يوليو 1918. وإلى أن تم نقل العاصمة إلى باكو، قامت الحكومة الأذربيجانية بعدد من الأنشطة الهامة في غانجا في مناطق مختلفة من البلاد.كانت إحدى المهام الرئيسية لحكومة أذربيجان هي تطهير باكو من «ديكتاتورية سينتروكاسبي» المكونة من ممثلين لممثلي المناشفة والدشنك الذين استولوا على المدينة بعد كومونة باكو التي انهارت في أواخر يوليو 1918. نتيجة للمعارك الشرسة، تم تحرير باكو القوقاز من قبل الجيش الإسلامي في 15 سبتمبر 1918.في 17 سبتمبر، انتقلت حكومة هويسكي من غانجا إلى باكو. أعلن باكو عاصمة جمهورية أذربيجان الديمقراطية. المجلس الوطني لأذربيجان، الذي توقف أنشطته في غانجا في 17 يونيو 1918، يعيد عمله في 16 نوفمبر، في هذا الاجتماع، يعتبر هويسكي أن العمل الذي يجب القيام به لعقد المجلس الوطني للمؤسسات.في اجتماع ترأسه المجلس الوطني برئاسة محمد رسول زاده في 19 نوفمبر، لوحظ أن المجلس الوطني لأذربيجان يجب أن يمثل جميع الدول التي تعيش في أذربيجان.وهكذا، تقرر تشكيل 120 عضوا في البرلمان الأذربيجاني مع 80، والأرمن 21، والروس 10، والألمان 1 واليهود 1 مع مندوب من كل 24 ألف شخص.وينعكس القانون الذي اعتمده المجلس الوطني بشأن هذه المسألة في حقيقة أنه سيتم تمثيل جميع الأقليات من الأقليات. أعضاء المجلس الوطني الـ 44 هم أعضاء في البرلمان الجديد حيث يتم انتخابهم عن طريق التصويت العام.يشارك ال 36 شخص المتبقي. كما يحدد القانون عدد الممثلين الذين سيتم إرسالهم إلى مدن وحوادث منفصلة في أذربيجان.بمناسبة دعوة من برلمان جمهورية أذربيجان بالنيابة عن المجلس الوطني الأذربيجاني، بتاريخ 29 نوفمبر 1918، باللغتين الأذربيجانية والروسية، تنشر رسالة الشعب الأذربيجاني بتوقيع محمد رسول زاده.

## برلمان

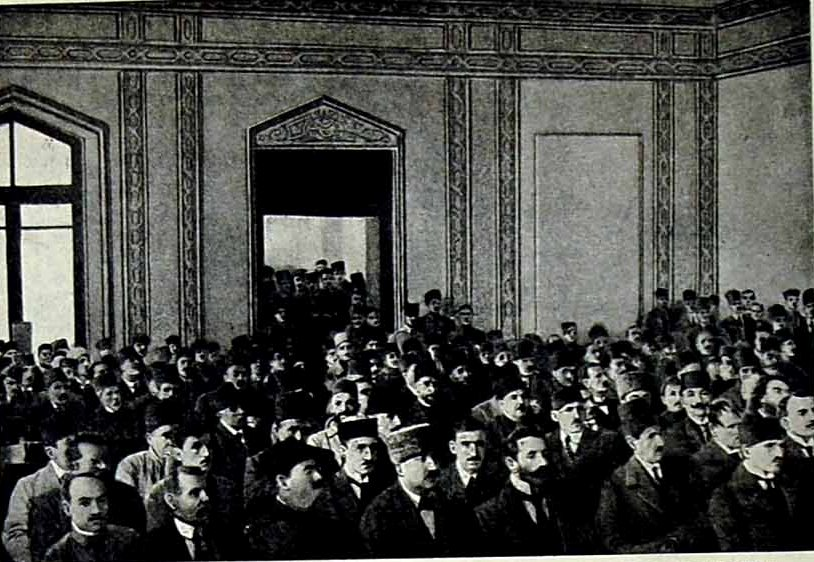
البرلمان الاذربيجاني خلال فترة جمهورية أذربيجان الديمقراطية

على الرغم من تعيين البرلمان في 3 ديسمبر 1918، فقد حاول استخدام الجنرال تومسون، القائد العام لقوات الحلفاء، الذي جاء إلى باكو في الوقت نفسه لمنع فتح البرلمان الأذربيجاني ضد المجالس الوطنية الروسية والأرمنية في باكو.مع الأخذ في الاعتبار المحادثات مع الجنرال تومسون وحقيقة أن جميع النواب قد يصلون إلى باكو، فإن أول اجتماع للبرلمان سيعقد في 7 ديسمبر.في 7 ديسمبر 1918، تم افتتاح أول اجتماع للبرلمان الأول في الشرق الإسلامي في مبنى مدرسة بنات سابقة تقع في شارع نيكولاييف (الآن استقلال) في مدينة تاغوييف. رئيس المجلس الوطني الأذربيجاني، السيد أ. زولزادة، الذي افتتح البرلمان، يتحدث بتحيات كبيرة. رئيس المجلس الوطني الأذربيجاني، السيد أ. زولزادة، الذي افتتح البرلمان، يتحدث بتحيات كبيرة.توبكوباشوف هو رئيس البرلمان وحسن باي أجاييف هو النائب الأول لرئيس مجلس الإدارة.كما يتم انتخاب أمانة للبرلمان مكونة من ثلاثة أعضاء، ويتم انتخاب مهدي بك هاسينسكي أميناً عاماً.ثم يقوم رئيس الحكومة المؤقتة لجمهورية أذربيجان، هويسكي، بالإبلاغ عن أنشطة الحكومة ويطلب من البرلمان قبول استقالة الحكومة.البرلمان يقبل استقالة حكومة هويسكي ويعهد مرة أخرى بتشكيل الحكومة الجديدة. في 26 ديسمبر، قامت حكومة زويسكي بالإبلاغ عن برنامج الحكومة وتكوين الحكومة. تمت الموافقة على البرنامج، وينعكس الثقة في تكوين الحكومة في التركيبة الجديدة. منذ أول أيام تأسيس البرلمان الأذربيجاني، يستند عمله إلى مبادئ الجمهوريات الديمقراطية.اعتبارا من نهاية عام 1919، كان هناك فقط 11 نائبا يمثلون 11 حزبا مختلفا و 96 برلمانيا في البرلمان.جميع فصائل الأحزاب والجماعات تدلي ببيانات حول برامج عملها.كانت هذه الإعلانات ذات هدف مشترك − حماية استقلال وسيادة الأراضي والحقوق الوطنية والسياسية لجمهورية أذربيجان الشابة، من أجل إنشاء وتعزيز شعب أذربيجان الصديق وحكومة الشعوب والدول الأخرى، ولا سيما الدول المجاورة، لإقامة دولة ديمقراطية قانونية في الجمهورية، لتنفيذ الإصلاحات الاجتماعية، لإنشاء جيش قوي قادر على الدفاع عن البلاد.على الرغم من مرور 17 شهرا فقط، برهن برلمان جمهورية أذربيجان الشعبية على قدرتها على العمل وقدرتها العالية على العمل.لقد أظهر أن شعب أذربيجان قد ارتفع بالفعل إلى المستوى البرلماني. في ذلك الوقت كانت جمهورية أذربيجان الجمهورية البرلمانية الوحيدة في الشرق المسلم.خلال هذه الفترة تم عقد 145 جلسة من برلمان جمهورية أذربيجان الديمقراطية. كان الاجتماع الأول في 7 ديسمبر 1918، وكان آخر اجتماع في 27 أبريل 1920.تمت المصادقة على أكثر من 270 مشروعًا لمناقشة برلمان جمهورية أذربيجان، تمت الموافقة على 230 مشروعًا منها. تم تنظيم نشاط البرلمان مباشرة من خلال «توفير البرلماني للبرلمان الأذربيجاني»، الذي كان بمثابة ميثاقها.كان هناك 11 لجنة في البرلمان. الميزانية المالية، المقترحات التشريعية، اللجان المركزية للانتخابات إلى جمعية رجال الأعمال، التفويضات، القضايا العسكرية، الزراعية: الاستفسارات، مرسوم الاقتصاد، اللجان حول استخدام قوى الإنتاج في البلاد، لجان التحرير والعمالة.

## السياسة الخارجية
كما توخت جمهورية أذربيجان الشعبية مبدأ تقسيم السلطة إلى هيئات تشريعية وتنفيذية وقضائية لإيجاد دولة قانونية.كما توخت جمهورية أذربيجان الشعبية مبدأ تقسيم السلطة إلى هيئات تشريعية وتنفيذية وقضائية لإيجاد دولة قانونية.
جمهورية ديمقراطية من النشاط الكلي أذربيجان البرلمان، المزيد والمزيد من المشاكل في البلاد الاجتماعية والاقتصادية والمالية للوحدة السياسية والإقليمية في البلاد، لضمان حقوق المواطنين في حماية أسس الديمقراطية والقانونية للدولة لتعزيز جمهورية أذربيجان والقوى العالمية المعترف بها من قبل تهيئة الظروف للدول الخارجية، في المقام الأول مع الجيران المباشرين، لخلق علاقات سياسية واقتصادية وتجارية. في نفس الوقت، وخلال هذه الفترة، والمواطنة، والخدمة العسكرية العامة، اضغط على مصنع للبنك الوطني في جامعة باكو الحكومية على إنشاء الجمارك والخدمات البريدية والبرقية على تحسين التشريعات القضائية والمستندات الأخرى التي نوقشت أيضا في البرلمان، وقبلت.من أهم المهام التي تواجه البرلمان والحكومة الأذربيجانية الاعتراف باستقلال أذربيجان على الساحة الدولية.كانت الخطوة الأولى في السياسة الخارجية هي إعلام وزارات الخارجية في العالم بتشكيل جمهورية أذربيجان.ومع ذلك، فإن الصعوبات المرتبطة بإنشاء رأس المال في غانجا وإنشاء مكاتب تمثيلية في بلدان أجنبية تسببت في قيام وزارة الشؤون الخارجية في جمهورية أذربيجان بمعالجة الإمبراطورية العثمانية.لقد أصبحت مفاوضات باتومي، التي تعتبر هامة بالنسبة للعلاقات مع تركيا، التي أنشأتها حكومة جنوب القوقاز، معلماً هاماً في السياسة الخارجية للجمهوريات المستقلة. 4 يونيو 1918 توقيع «معاهدة الصداقة بين حكومة الدولة العثمانية وجمهورية أذربيجان». هذه الاتفاقية هي أول وثيقة رسمية لجمهورية أذربيجان موقعة من قبل دول أجنبية. وترد المادة 4 من معنى المادة 11 من المعاهدة، وهي ذات أهمية حاسمة، في الحكم المعنون «تعزيز السلام والنظام، إذا لزم الأمر، من أجل أمن البلاد، ستقدم الحكومة العثمانية المساعدة العسكرية لجمهورية أذربيجان». وبالإضافة إلى هذه الاتفاقية، تم توقيع خط أنابيب النفط باكو − باتومي، واتفاقية جنوب القوقاز للسكك الحديدية والبروتوكولات.وبالإضافة إلى هذه الاتفاقية، تم توقيع خط أنابيب النفط باكو − باتومي، واتفاقية جنوب القوقاز للسكك الحديدية والبروتوكولات.في الاتفاق على خط أنابيب النفط باكو−باتومي، وافقت جورجيا وتركيا وأذربيجان على ضمان تشغيل خط الأنابيب. في اتفاقية السكة الحديد الموقعة الثانية، وافقت القوقاز والإمبراطورية العثمانية على أن عربات السكك الحديدية للملكية الروسية السابقة ستوزع بين الأطراف. 14 يونيو بالإضافة إلى معاهدة السلام والصداقة، تم توقيع اتفاقيتين في باتومي، حيث ينص الاتفاق الأول على توقيع المعاهدة في 4 يونيو وألمانيا والنمسا−المجر، واضطرت تركيا إلى الاعتراف باستقلال أذربيجان من قبل الحلفاء.وتم تفويض ممثلي الحكومة الأذربيجانية بالتوقيع على اتفاقيات مع الدول المشاركة حول القضايا السياسية والاقتصادية والعسكرية في مؤتمر إسطنبول الذي عقد بمشاركة ألمانيا والنمسا والمجر وتركيا وبلغاريا والقوقاز. نتيجة للمفاوضات السرية بين ألمانيا وروسيا السوفييتية، تم التوقيع على معاهدة بريست في 27 أغسطس. الفصل السادس من الاتفاقية يتعلق بالقوقاز. تنص المادة 13 على اعتراف روسيا باستقلال جورجيا من قبل ألمانيا. ووافقت المادة 14 من أذربيجان على أن ألمانيا لن تساعد أذربيجان بأي شكل من الأشكال ولن توافق على نشر القوة الثالثة في هذه الأراضي، وكذلك نقل جزء من نفط باكو إلى ألمانيا.ووافقت المادة 14 من أذربيجان على أن ألمانيا لن تساعد أذربيجان بأي شكل من الأشكال ولن توافق على نشر القوة الثالثة في هذه الأراضي، وكذلك نقل جزء من نفط باكو إلى ألمانيا.كان هذا الجزء من الاتفاق يهدف إلى السلامة الإقليمية لأذربيجان. وفي هذا الصدد، قدمت الحكومة الأذربيجانية مذكرة إلى الممثل الألماني السيد فالدبورغ.وفي هذا الصدد، قدمت الحكومة الأذربيجانية مذكرة إلى الممثل الألماني السيد فالدبورغ.في الساحة الدولية، الوضع لصالح دول أنتاركتيكا، ونتيجة لبعض الجهود الدبلوماسية، تخلت ألمانيا رسميا عن معاهدة 27 أغسطس. وفي الوقت نفسه، ذكر أنه سيجري اتصالات في العلاقات الدبلوماسية ويعترف بها رسميا في أذربيجان.وفي الوقت نفسه، ذكر أنه سيجري اتصالات في العلاقات الدبلوماسية ويعترف بها رسميا في أذربيجان.كما وعدت ألمانيا بأن أذربيجان ستعترف بها روسيا السوفياتية.تركت معاهدة مودروس، التي وقعت في 30 أكتوبر 1918، علامة سياسية ثقيلة للغاية لأذربيجان. وتنص المادة 11 من المعاهدة على إخراج تركيا من جنوب أذربيجان وجنوب القوقاز.

## انهيار الجمهورية الشعبية الاذربيجانية
في يونيو 1919، تم توقيع الاتفاقية العسكرية بين أذربيجان وجورجيا. نصت المعاهدة على مساعدة عسكرية من الطرف الآخر إذا كانت قد أضرت بالسلامة الإقليمية واستقلال أي من الولايات، وكان التزام الأطراف بعدم الفصل بشكل منفصل موضحا هنا.في النضال من أجل التفويض في المنطقة، كانت مصالح القوى العظمى تتدخل. هنا، على وجه الخصوص، دعمت الولايات المتحدة المطالب الإقليمية لأرمينيا ضد أذربيجان وسعت إلى إنشاء حكومة ناختشفان العامة لشرور − دارالايز. وأكد الوفد الأذربيجاني أنه لم يكن صحيحا في اجتماعاتهم وفي ملاحظاتهم الاحتجاجية. إن أحكام المشروع، التي حللها هاسكل، ستكون متفقة مع الحكومة الأذربيجانية على أن يبقى الإقليم في أذربيجان.في تشرين الثاني / نوفمبر، كان الاتفاق الأرمني الأذربيجاني في تبليسي ذا أهمية كبيرة من خلال وساطة البعثة الأمريكية. تقر المادة الثالثة من الاتفاقية دور هيئة محلفي الولايات المتحدة في النزاع. ألغي الاتفاق بانسحاب الجيش الأمريكي من القوقاز.في سبتمبر 1919، وقع رئيس وفد باريس، توبشوباشوف، اتفاقا مع تشاندلر، عضو مجلس النواب في الكونغرس، لتعيين محام لحماية مصالح أذربيجان في الولايات المتحدة.في أكتوبر / تشرين الأول، زعم رئيس قسم السياسة الخارجية في الاتحاد الفرنسي الاستعماري أن أذربيجان دافعت عن الاعتراف بحكم الواقع والواقع، وناشدت حكومة كليمانسو إرسال ممثل لها.وكان توقيع الاتفاق الإيراني الأذربيجاني المكون من أربعة بنود مثالا على النجاح الدبلوماسي الذي قام به الوفد الأذربيجاني لتغيير موقف إيران المتشدد. كان الاتفاق حول الاعتراف بأذربيجان كدولة مستقلة.في نيسان / أبريل، ركز مؤتمر سان ريمو على النفط، ومسألة باتومي، والمسألة الروسية، والحدود التركية−الأرمنية.مع احتلال 28 أبريل 1920، أوقفت أذربيجان جهودها لتصبح دولة مستقلة. والواقع أن الاعتراف المعترف به دوليا نتيجة لصعوبات طويلة الأجل لا يمكن أن يكون مستقلا إلا لمدة 23 شهرا.

## معرض صور

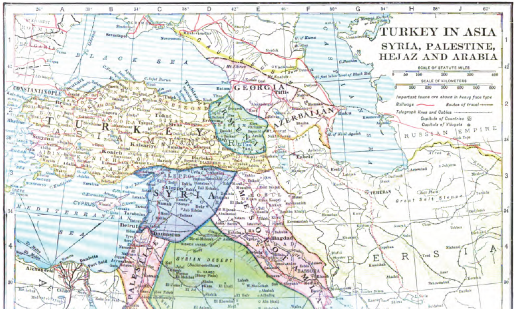
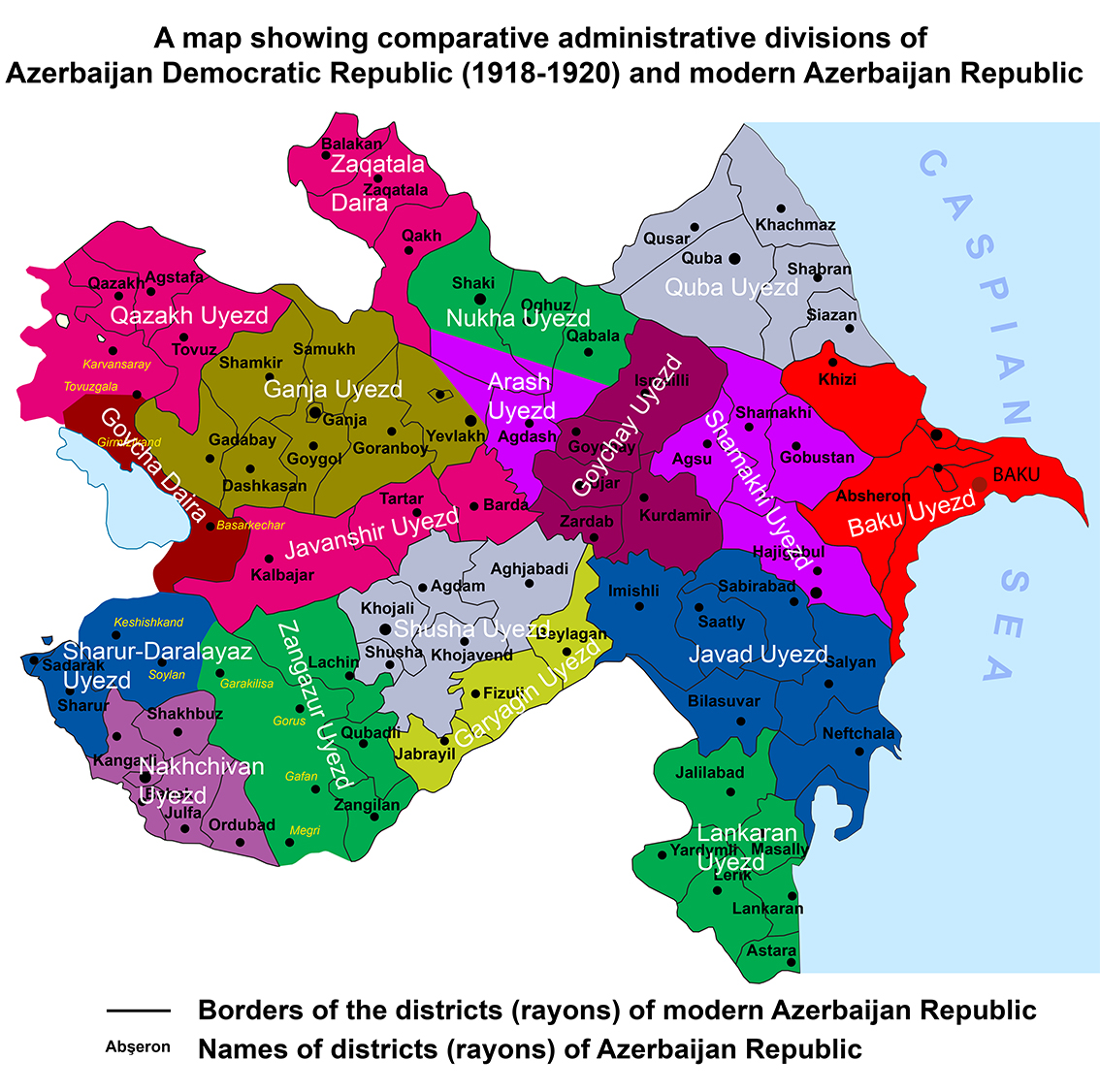